# Tamm-Medaille
Die Tamm-Medaille (russisch Золотая медаль имени И.Е. Тамма, nach I. E. Tamm benannte Goldmedaille) der Russischen Akademie der Wissenschaften wird seit 2010 alle fünf Jahre für herausragende Arbeiten in theoretischer Physik und Elementarteilchenphysik, sowie Feldtheorie vergeben.
Der Tamm-Preis (russisch Премия имени И.Е. Тамма, nach I. E. Tamm benannter Preis) der Russischen Akademie der Wissenschaften wurde zwischen 1980 und 2007 in der Regel alle drei Jahre für herausragende Arbeiten in theoretischer Physik vergeben.
Beide Preise sind nach Igor Tamm benannt.

## Preisträger
- 1980 Jefim Samoilowitsch Fradkin für Pfadintegralmethoden in Quantenfeldtheorie und Statistischer Physik
- 1983 Anatoli Iljitsch Nikischow (russisch Анатолий Ильич Никишов) und  Wladimir Iwanowitsch Ritus für Arbeiten zur Quantenelektrodynamik in starken Feldern
- 1987 Wiktor Issaakowitsch Ogijewezki (russisch Виктор Исаакович Огиевецкий, englische Transkription Ogievetskii[1]) für Arbeiten zu Symmetrien in Feldtheorien von Elementarteilchen
- 1989 Juri Abramowitsch Golfand, Jewgeni Pinchassowitsch Lichtman für ihre Pionierarbeiten zur Supersymmetrie
- 1992 Wladimir Iossifowitsch Petwiaschwili für Arbeiten zur Turbulenz (KP-Gleichung)
- 1995 Grigori Alexandrowitsch Wilkowyski und Igor Anatoljewitsch Batalin für den Batalin-Vilkovisky-Formalismus (BV-Formalismus) in quantisierten Eichfeldtheorien
- 1998 Dawid Abramowitsch Kirschniz und Galina Wassiljewna Schpatkowskaja (russisch Галина Васильевна Шпатковская) für Arbeiten zum Thomas-Fermi-Modell und dessen Anwendung auf extreme Materiezustände.
- 2001 Igor Wiktorowitsch Tjutin und Boris Leonidowitsch Woronow (russisch Борис Леонидович Воронов, englische Transkription Boris Voronov) für Arbeiten zur Renormierung und Struktur von Eichfeldtheorien
- 2004 Igor Michailowitsch Drjomin (russisch Игорь Михайлович Дрёмин, englische Transkription Dromin) für Arbeiten zur Quantenchromodynamik (Multifraktalität und Korrelationen in Vielteilchen-Erzeugungsprozessen bei Streuungen)
- 2007 Boris Lasarewitsch Joffe für seine Arbeiten über Baryonen in der Quantenchromodynamik
- 2010 Issaak Markowitsch Chalatnikow für den Arbeitszyklus Asymptotisches Verhalten von Greenschen Funktionen in der Quantenelektrodynamik
- 2015 Michail Andrejewitsch Wassiljew (russisch Михаил Андреевич Васильев) für den Arbeitszyklus Gauge-Theorien höherer Spins
- 2020 Kirill Petrowitsch Sybin (russisch Кирилл Петрович Зыбин) für die Arbeit Transportprozesse in turbulenten Medien